# ちまき

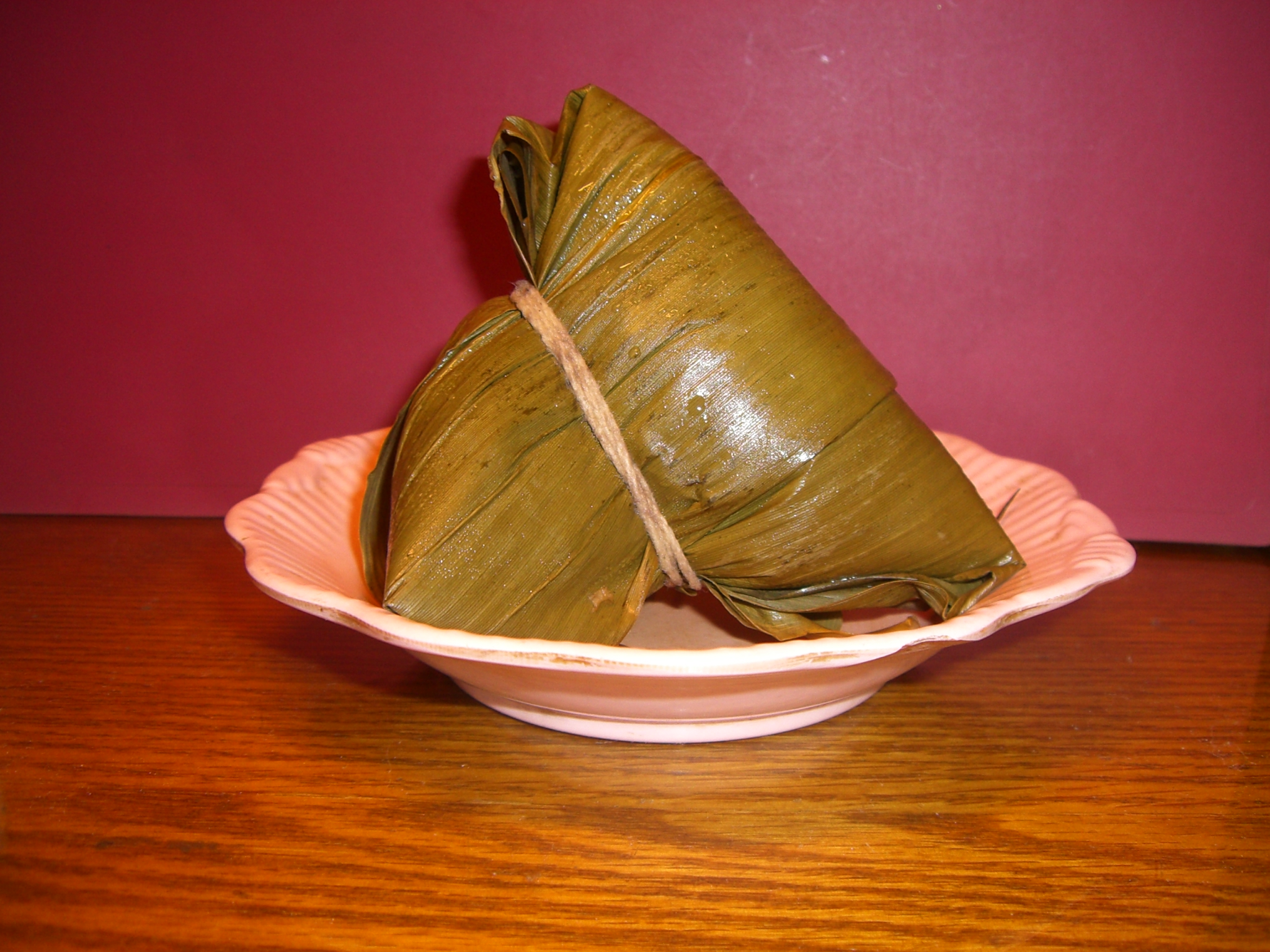
粽

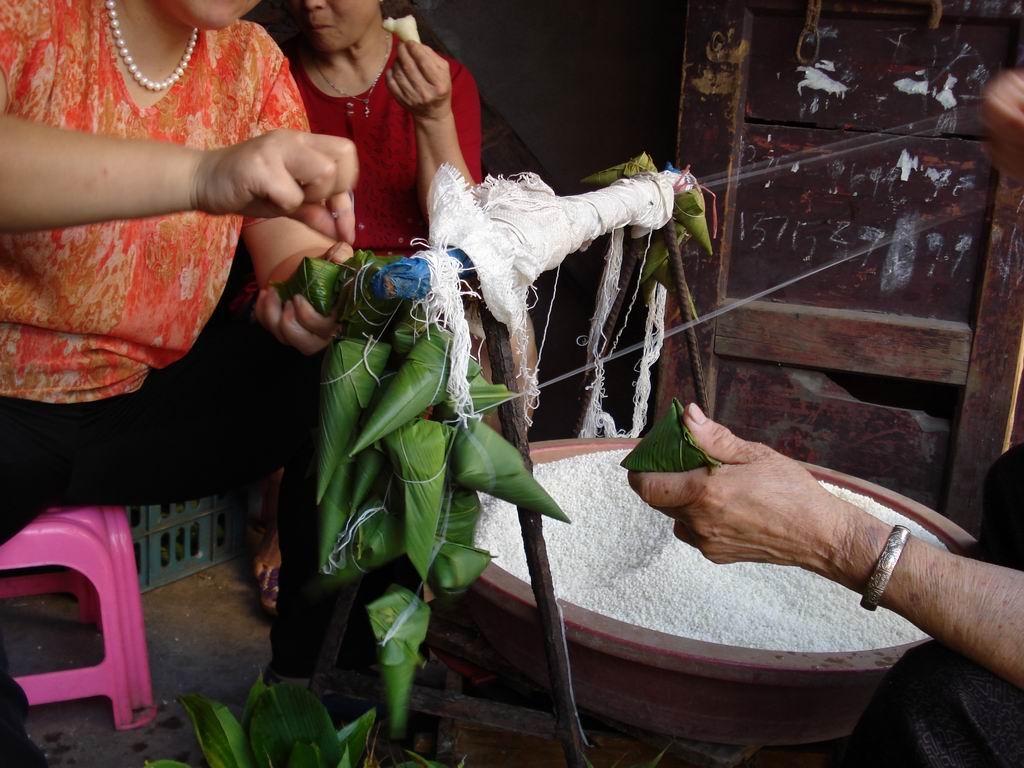
粽作りの様子

ちまき（粽、中国語: 粽 または 粽子、拼音: zòng ツォン または zòngzi ツォンズ）は、もち米やうるち米、米粉などで作った餅、もしくはもち米を、三角形（または円錐形）に作り、ササなどの「ちまきの葉」（中国語: 粽葉; 拼音: zòngyè）で包み、イグサなどで縛った食品。葉ごと蒸したり茹でて加熱し、その葉を剥いて食べる。

## 名称
後漢の『風俗通義』（2世紀末）に古い記載があり、粽は「角黍」とも呼び、菰葉（マコモ）の葉でもち米を包んで灰汁で煮たものと記載されており、同様の記述が周処（297年没）の『風土記』にみられる。
『説文解字』の原書にはないが、宋代になって追捕された『説文新附』（10世紀）には、「粽」の字が追加され、本字を「糉」とし、字義を「蘆葉裹米也」（蘆（あし）の葉で米を包む也）とする。この字の旁（）である「㚇」には「集める」などの意味があり、米を寄せ集めたものがちまきという事になる。通説では「粽」の最古の言及とされる周処『風土記』では「糉」の字が使われる。「粽」は旁を同音の簡単な部品に置き換えた略字である。
日本ではもともとササではなくチガヤの葉で巻いて作られたことから、ちまき（茅巻き）と呼ばれるようになった。

## 中国大陸
中国において、ちまきは水分を吸わせたもち米を直接葦の葉で包み、茹でる、もしくは蒸す方法で加熱して作る方法が主流である。材料の米にはもち米のみを用いることが多い。米と一緒に、味付けした肉、塩漬け卵、棗（なつめ）、栗などの具や、小豆餡などを加えることが多い。特別なものでは、アワビやチャーシューを包んだものもある。形は正四面体が多いが、直方体、円筒形のものもある。中国北部では甘いちまき、南部では塩辛い味のちまきが好まれるが、そうした違いは南北との交流が盛んになった現在では少なくなってきている。
吉林省、遼寧省、内モンゴル、天津市、山東省、上海市、江蘇省、江西省、広東省、福建省などの地域では端午節にちまき（粽子）を食べる習慣がある。

### 歴史（中国）
中国の戦国時代、楚の政治家で詩人の屈原は、汨羅江（べきらこう）で入水自殺したとされる。のちに次のような伝説が生まれた。屈原の命日（5月5日）には、民衆はこれを悼んで、供物の米を竹筒につめて川に投じていた。しかし、後漢の初めの建武（26 - 56年）の頃、長沙の區曲という者の夢枕に屈原（の霊）が現れ、供物は悪い竜に食べられてしまうので、蛟竜が苦手とする楝樹（おうち）の葉でふさぎ、魔除けの五色の糸で縛って、川に投げ入げよとさとしたのが粽の起源とされる。ただしこの伝説は漢代から数世紀たった呉均撰『続斉諧記』（6世紀）に記載されたものである。
これはあくまで起源伝説であって、屈原にちまきを供える慣習が、この伝説のとおり西暦1世紀に遡るとは鵜呑みにできない。屈原と粽が結び付けられたのは、せいぜい5世紀前半、『世説新語』においてであって、また、6世紀より以前に屈原が広く人口の間で祀られていたという実証はない。『荊楚歳時記』（6世紀）は、端午節の川の競渡を、屈原の供養とする慣例ができたとするが、ちまきを供えるとはしておらず、ちまきは夏至の食べ物だとしている。
ちまき（粽、ツォン）の記載についても、古くとも漢代の末期頃にまでしか遡れないようである。これは後漢の『風俗通義』（『風俗通』とも。2世紀末）に、粽（別称は角黍）の記載があった。だが通説によれば粽に関する最古の記載は西晋（3世紀）の周処が著した『（周処）風土記』にあり、そこには「仲夏端午、烹鶩角黍（夏の端午の節句に鶩（あひる）や角黍を調理する）」と記されており、角黍とはもち米を菰の葉でくるんで煮たものと定義されている。

### 種類（中国）

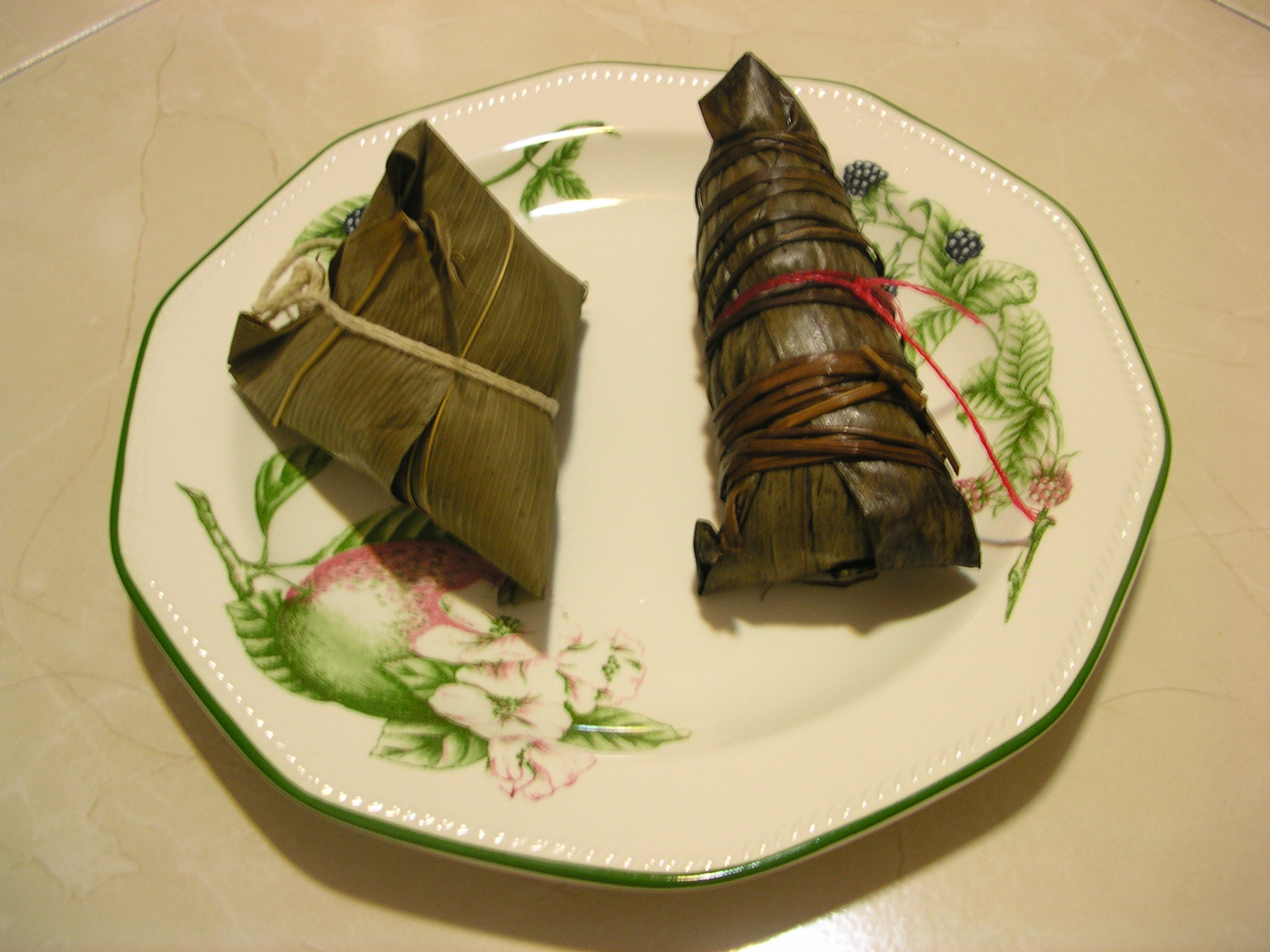
華南の粽（左）と華北の粽（右）

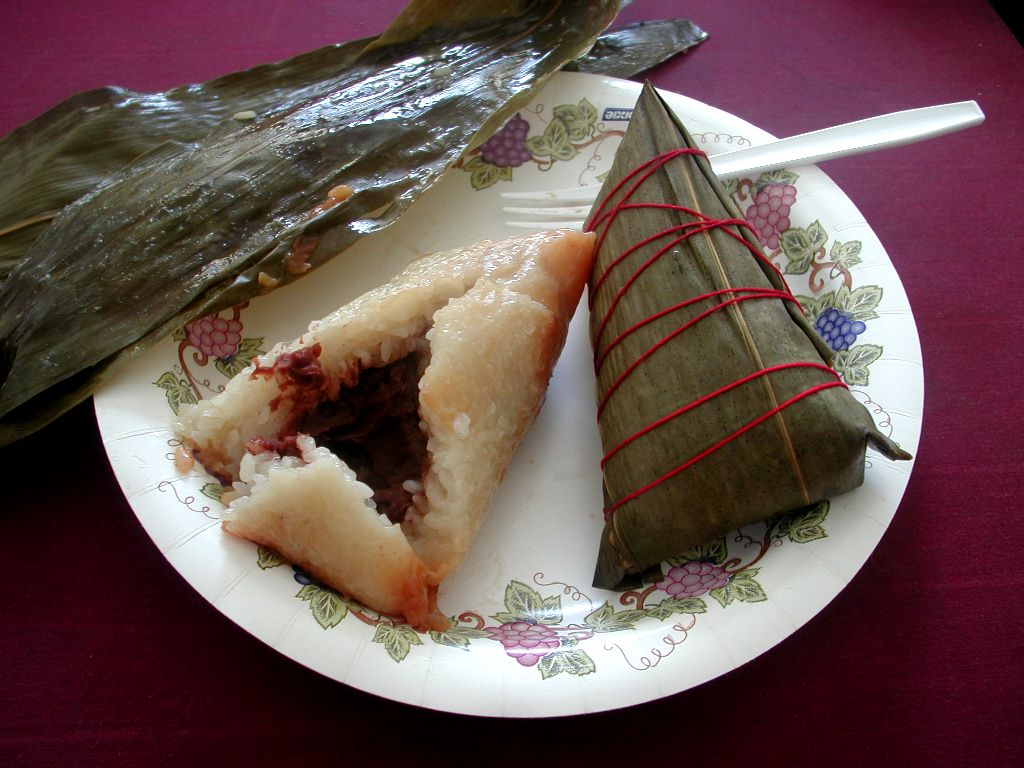
小豆餡の粽

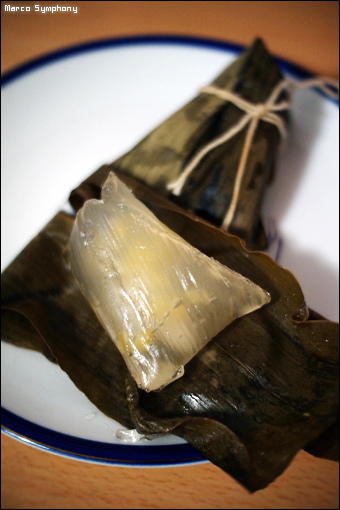
葛粽

肉粽
もち米と一緒に豚肉やタケノコ、シイタケなどに甘辛く味付けしたものを、竹の皮で正四面体状に巻いてイグサで縛り、蒸し上げた料理は「肉粽」（ロウツォン、ròuzòng）と現地で呼ばれるが、日本では「中華ちまき」とも呼ばれる。
豆沙粽
こし餡をもち米で包み、竹の葉で包んで蒸すか煮て作る。甘い。
白米粽子
具材を一切入れず、もち米だけを蒸して作る。食べるときに砂糖をまぶす。
糯米鶏（広東語 ノーマイカイ no6mai5gai1、北京語 ヌオミージー nuòmǐjī）
広東料理の点心の一種。もち米と鶏肉、シイタケなどをハスの葉で長方形に包んで蒸した料理。広州などでは弁当の一種としても売られている。
真空パック
包装形態の違いでしかないが、肉粽や豆沙粽などを真空パックに入れ、電子レンジなどで再加熱して食べる商品が売られている。
チワン族
日本の「あくまき」に似た円筒形のものを作るが、サイズは最大40センチメートル程度の巨大なものまであり、「枕」や「ラクダのこぶ」を連想させる。米に食紅で着色することも多い。
ヤオ族
チワン族と同様で、円筒形の枕状のものが普通。他に、赤砂糖や落花生の餡を包んだ甘いものもある。
シェ族
肉やナツメを笹で包み、四角いちまきを作る。加熱は灰を加えた湯で煮て行う。
トン族のちまき
灰を用いて作り、日本のあくまきに近い。
タイ族のちまき
ちまき祭りともいわれる歌垣の場で、若い男性から女性に贈るものとして用意する。

## 日本

### 歴史
承平年間（931年 - 938年）に編纂された『倭名類聚鈔』には「和名知萬木」という名で項目があり、もち米を植物の葉で包み、これを灰汁で煮込むという製法が記載されている。元々は灰汁の持つ殺菌力や防腐性を用いた保存食であった。その後、各地で改良や簡略化が行われ、京では餅の中に餡を包み込んだり、餅を葛餅に替えるなど独自の物も出来て来た。
ちまきは柏餅と並ぶ端午の節句の供物として用いられる。ちまきは地方によって形や中身が異なる。2018年のウェザーニュースが実施したちまきに関する調査によると、北海道から関東甲信越、九州の一部では中身がおこわ、東海から九州では中身が甘い団子との回答が多数を占めた。奈良時代に中国から端午の節句の風習の一環でちまきが伝来。平城宮のあった近畿地方には白い団子のちまきが根付いた。一方で、関東地方には、この風習は根付かず、柏餅を食べることが多い。江戸時代頃の京都や大阪周辺では、男子が生まれて最初に迎える端午の節句には、親族や懇意の人々へちまきを、2年目以降は柏餅を配る風習があった。
『伊勢物語』（五十二段）、「人のもとより飾り粽 おこせたりける返事に、菖蒲（しょうぶ）刈り 君は沼にぞまどひける 我は野に出でてかるぞ わびしき」とあり、昔は菖蒲の葉も用いたようである。

### 種類
日本ではもち米だけでなくうるち米も用いられる。包むのに使う葉はチガヤ、笹、竹の皮、ワラなど様様である。
江戸時代、1697年（元禄10年）に刊行された本草書『本朝食鑑』には4種類のちまきが紹介されている。
1. 蒸らした米をつき、餅にして真菰（マコモ）の葉で包んでイグサで縛り、湯で煮たもの。クチナシの汁で餅を染める場合もある。
2. うるち米の団子を笹の葉で包んだもの。御所粽（ごしょちまき）、内裏粽（だいりちまき）とも呼ぶ。
3. もち米の餅をワラで包んだ餡粽（あんちまき）。
4. サザンカの根を焼いて作った灰汁でもち米を湿らせ、これを原料に餅を作りワラで包んだ物。朝比奈粽（あさひなちまき）と呼ばれ、駿河国朝比奈の名物。朝比奈地区には、ちまきを作る時に水を汲んだと伝わる「ちまきの井戸」が今も残り、朝比奈ちまき保存会によって、地域のイベントを中心に、ちまきづくりの体験会や販売など、朝比奈ちまきの継承と普及活動が行われている。

このうち、1は新潟県の「三角ちまき」など現在でもよく作られるちまきである。うるち米の粉で餅を作った後、これをササの葉やマコモの葉で包む。これを茹でるか蒸籠で蒸らして作る。そのままか、もしくは4に準じた食べ方をしている。
2は現在の和菓子屋で作られる和菓子のちまきの原型であり、現在の餅の原料は葛に代わっている。端午の節句に作る店が多い。
3の飴粽（糖粽とも書く）は、餅が飴色になっているため、この名があるという。詳細は糖粽売の項目を参照。
4は、灰汁（あく）による保存と品質維持を期待した保存食の一種。きな粉や砂糖を混ぜた醤油で食べる。宮崎県や鹿児島県および熊本県南部では「あくまき」とも呼ばれる。
同じく江戸時代の類書である『守貞謾稿』には、ヨシの葉に米を乾燥させて粉にしたものをつけて、マコモの葉で包んで蒸すと記されている。
このほか、新潟県、山形県で笹団子と呼ばれる、笹で包んで両端をワラで結んだ形状のものも茨城県常陸太田市ではちまきと呼び、名物となっている。また、山形県ではちまきに非常に類似している笹巻きというものが名物となっている。ちまきとは呼ばず端午の節句とも無関係であるが、月桃の葉で包んだムーチーと呼ばれる類似の菓子が沖縄にある。

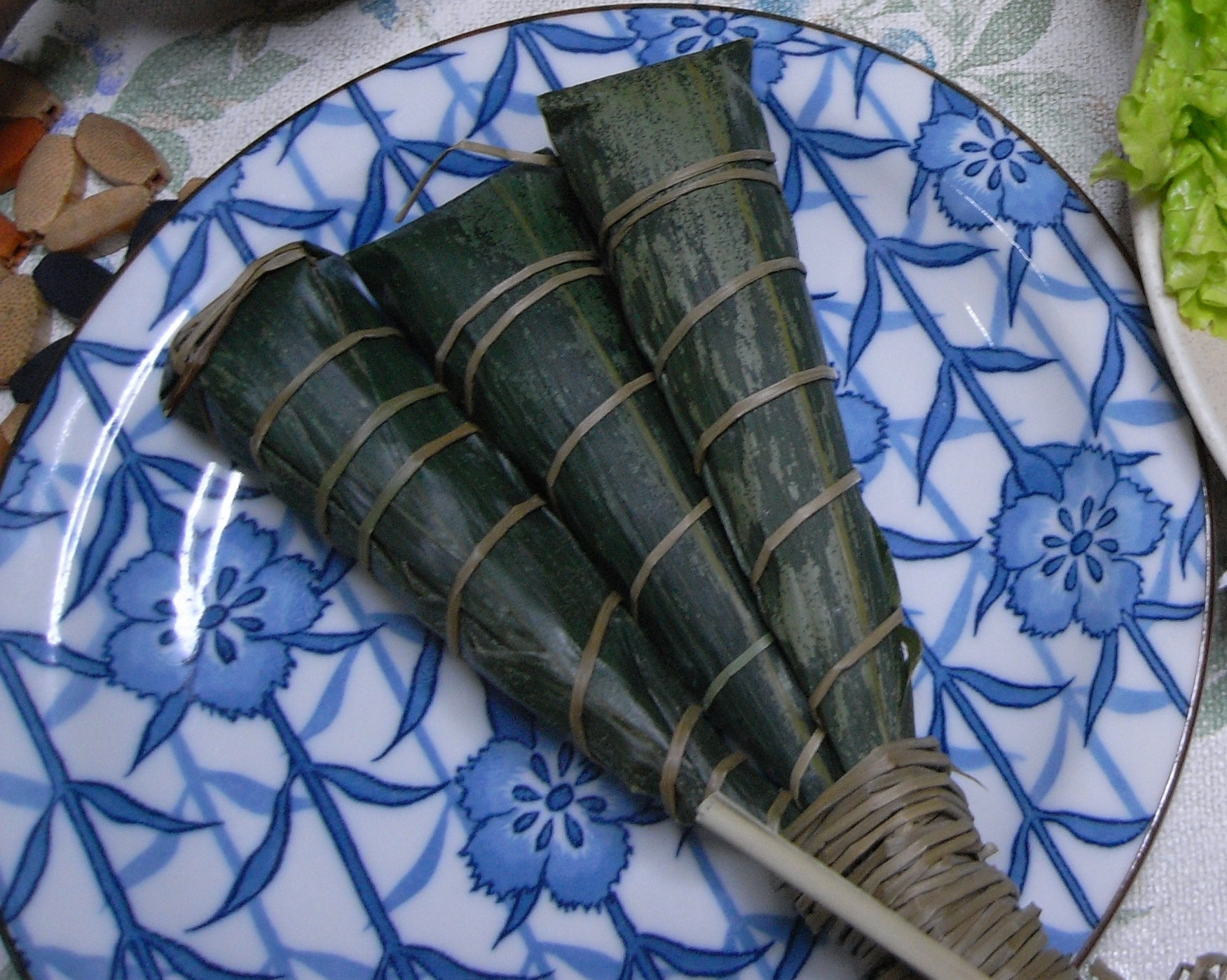
和菓子のちまき
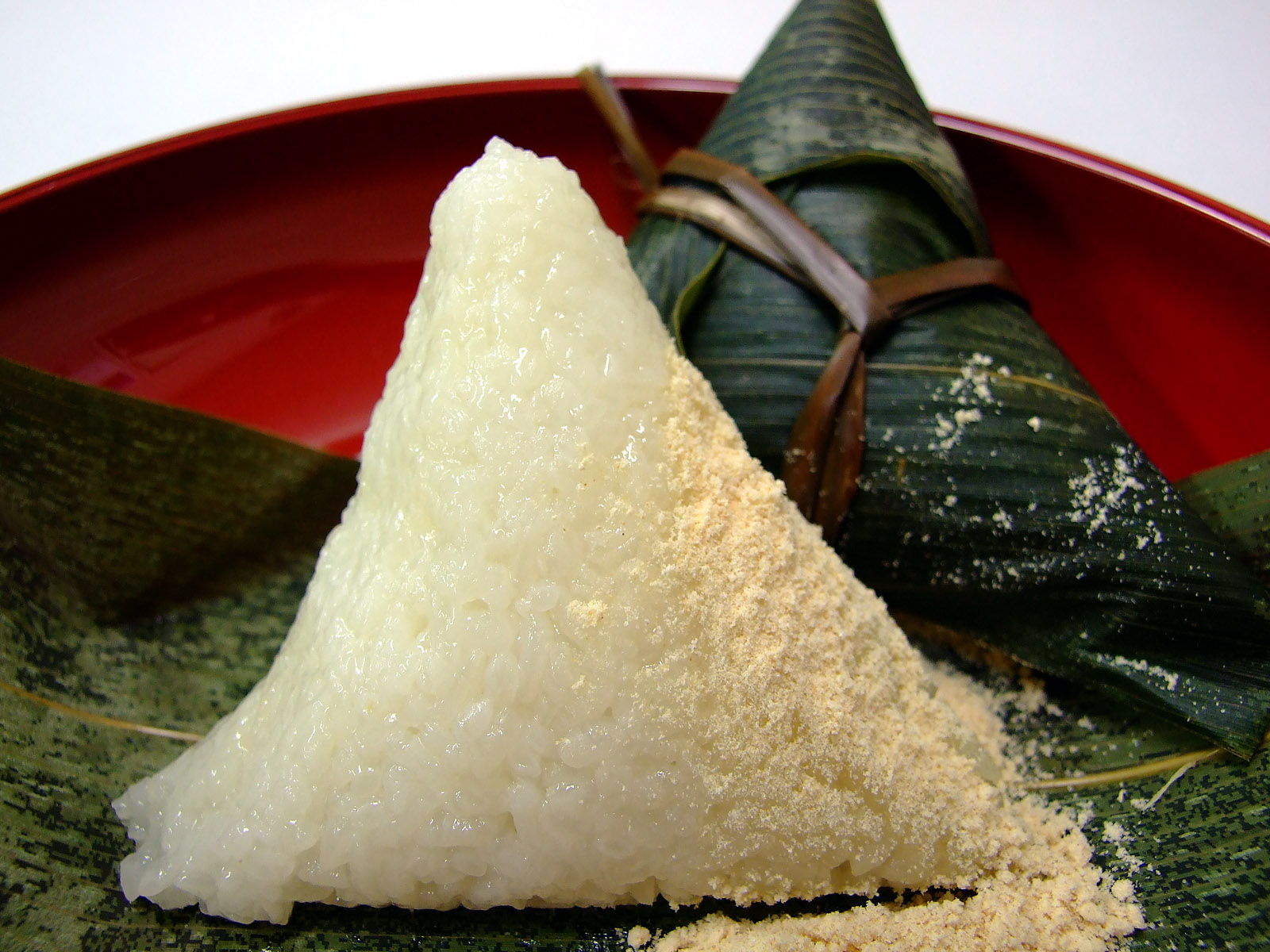
三角ちまき
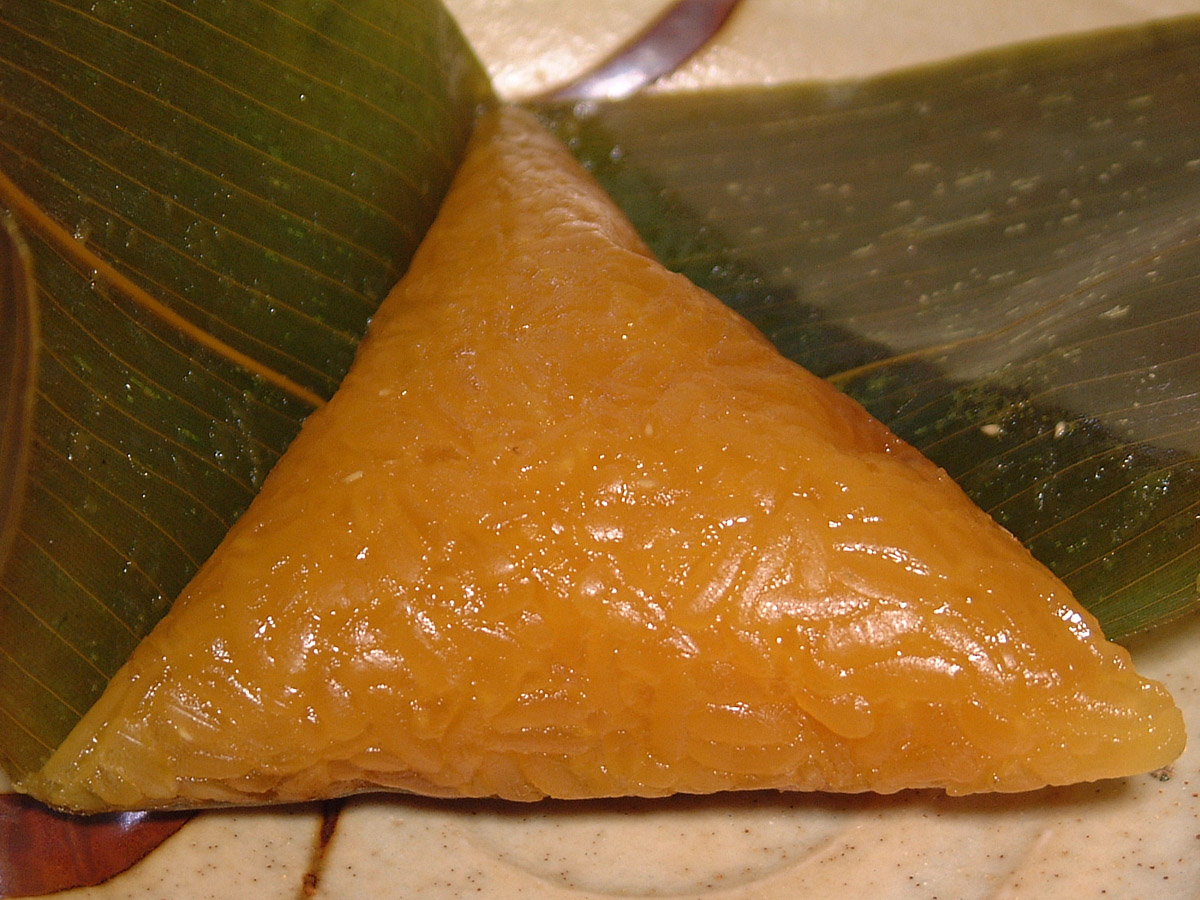
灰汁笹巻き（山形県庄内地方南部、新潟県村上市）
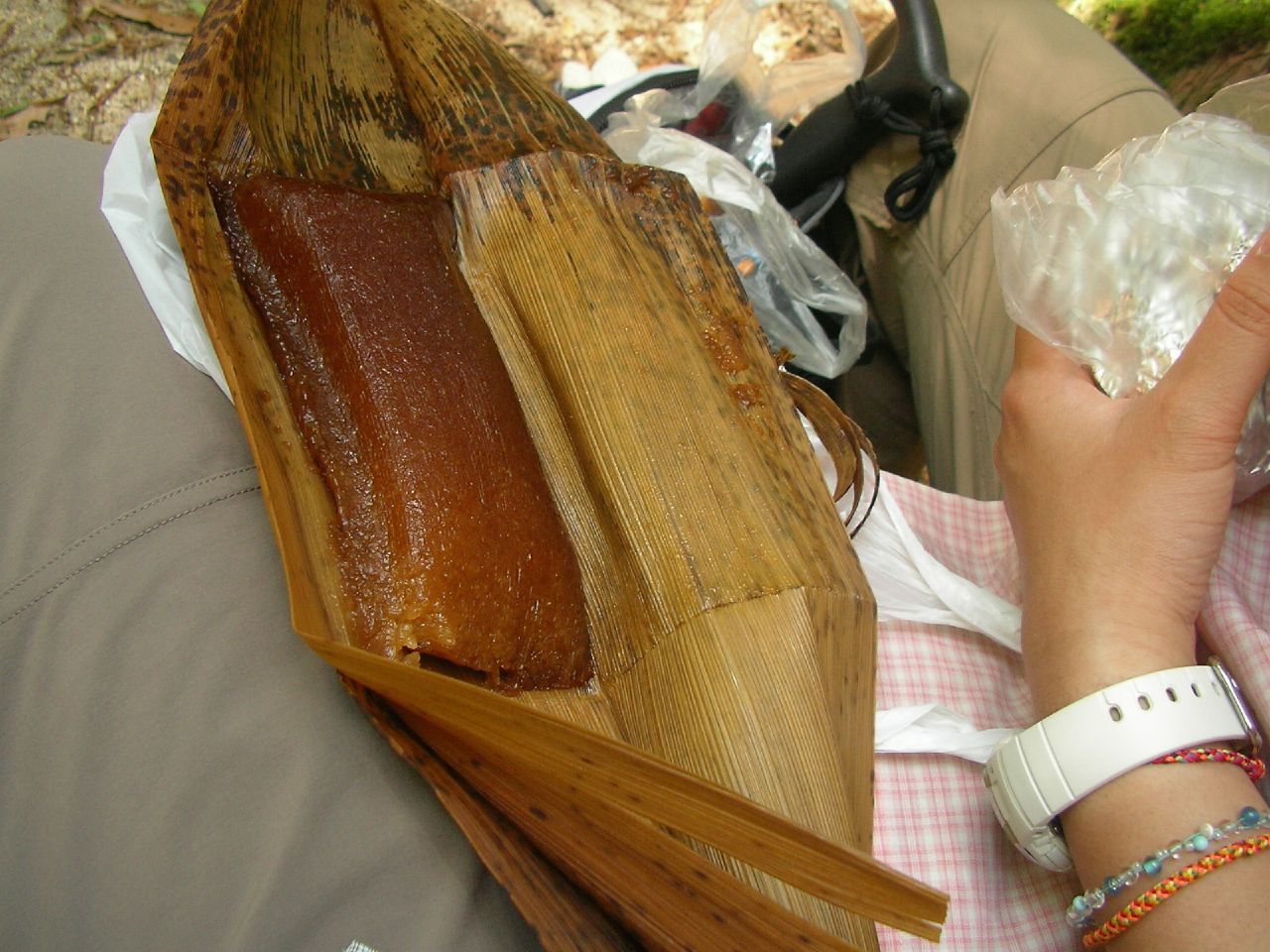
宮崎県や鹿児島県・熊本県南部のちまき（あくまき）
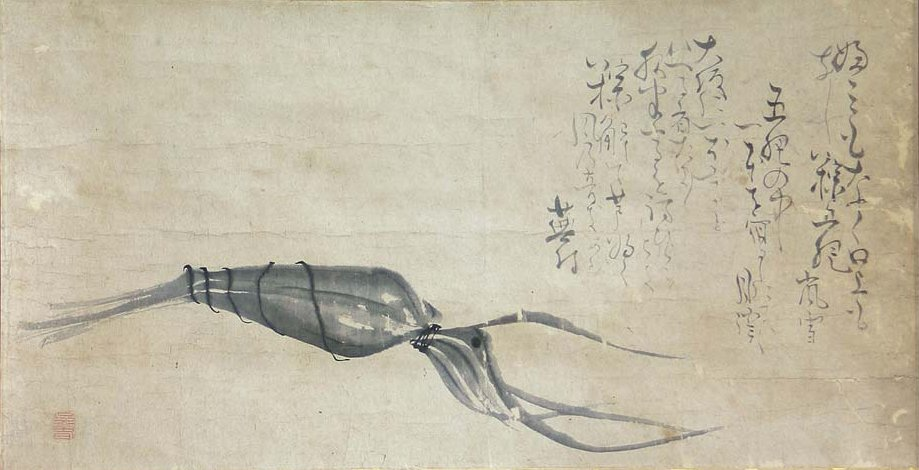
日本画に描かれたちまき（呉春）

### 厄除け

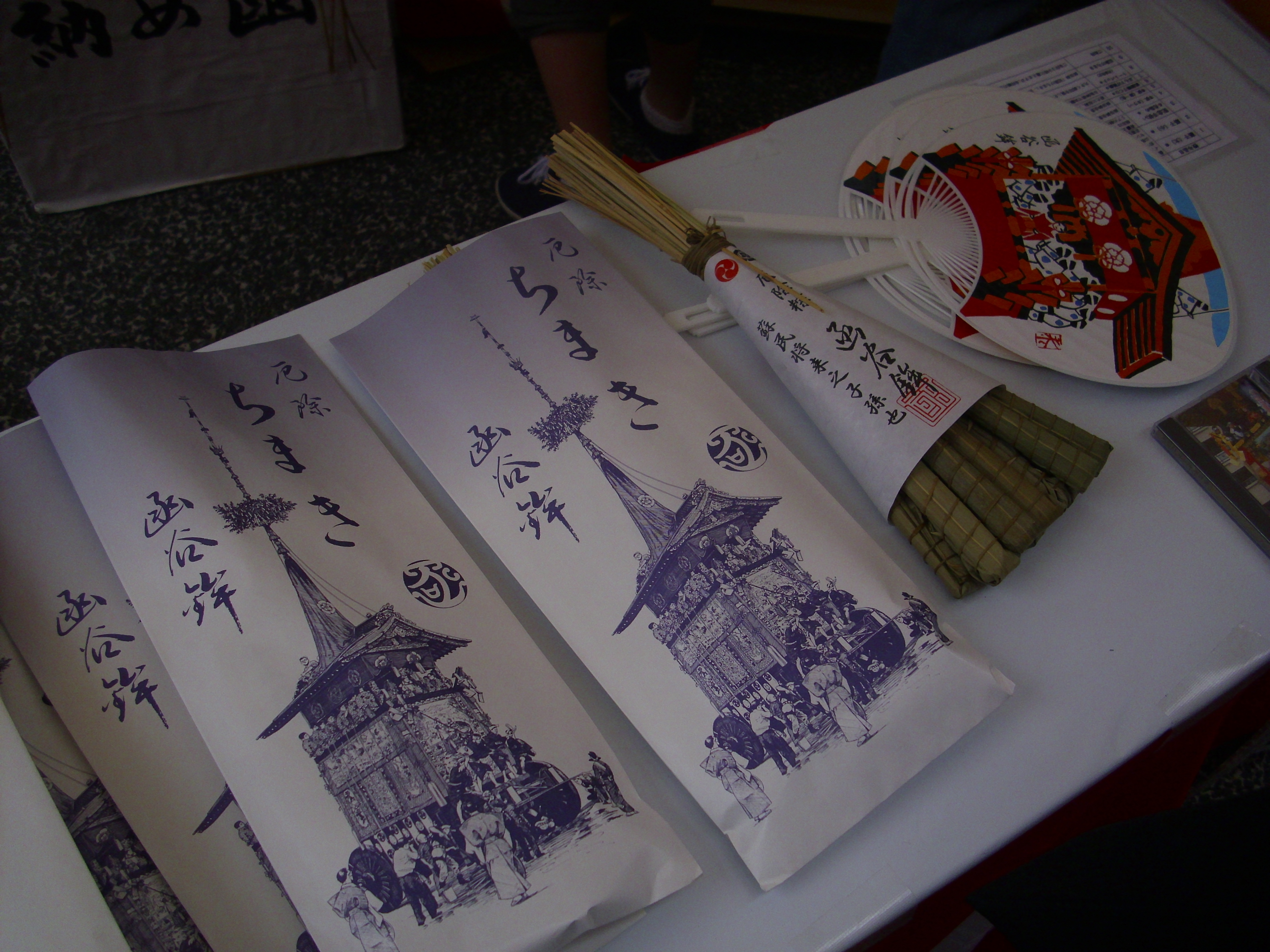
祇園祭で販売される縁起物のちまき

京都の祇園祭では粽（ちまき）が厄除けの縁起物となっている。これは厄除けの縁起物で食べるためのものではない（中身も葉のみである）。もともとは山鉾巡行の際に山鉾から撒れていたものが、今は宵山の際に祭会所で販売されている。蘇民将来信仰の茅の輪に起源があるとされる。
滋賀県の大津祭では現在も曳山の上から撒かれる。一本ずつではなく十本を一纏めにしたものを一把と言い、一把ずつ配布したり、撒いたりする。かつては、そのまま撒いたりしていたが、近年では袴や巻紙などと呼ばれる山鉾名や曳山名の書かれた紙を巻いたり、お守りや鈴などをつけたりしている。かつては和菓子のちまきも「上ちまき」と称して撒いていた。「上ちまき」は一本ずつ撒かれていた。

## 台湾

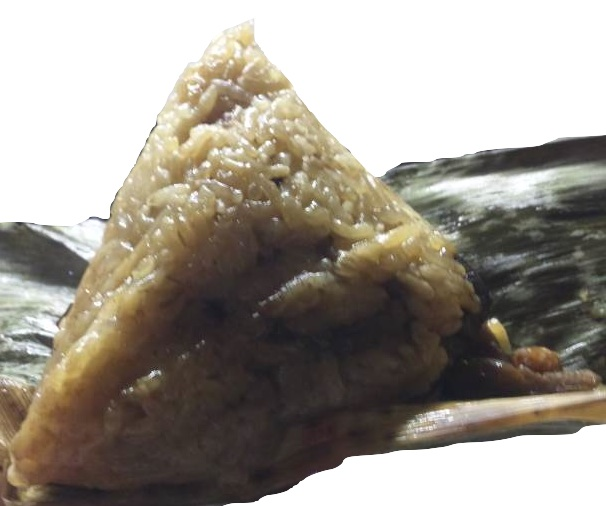
台湾の北部粽

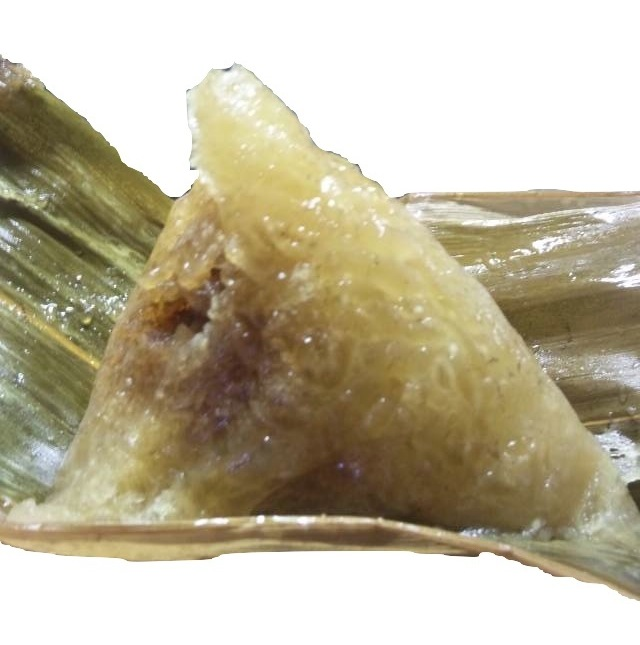
小豆餡入りの鹸粽

南北で多少異なり、それぞれ「南部粽」、「北部粽」と呼ばれる。この他に、「客家粽」と呼ばれるもの、「鹸水粽」、「鹸粽」とよばれるあくまきなどがある。
北部粽
生の米を水に浸しておき、水を切ってから五香粉、胡椒、醤油などを加えて調味し、米を蒸すか炒める。ある程度火が通った状態で、肉などとともに竹の皮で包み、しっかり蒸す。
南部粽
生のもち米を水に浸し、豚肉、シイタケ、塩漬けアヒルの卵黄、エシャロット、落花生、栗、切り干し大根などの具とともに竹の葉に包んで、鍋で煮る。
客家粽
南部粽と同じようなものを蒸して作る「米粽」の他、「粄棕」と称するモチ米を水に浸しておいてから石臼で擂り、容器の底にたまった米粉を団子にして、切り干し大根や調味料とともに竹の葉で包んで蒸すものがある。
アバイ
南東部に住む原住民のルカイ族、パイワン族、プユマ族などは、アワ、タロイモ、モチ米などを用いムラサキ科のトリコデスマ・カリコスム（Trichodesma calycosum var. formosanum。假酸漿）の葉とゲットウの葉で包んだちまきを食べる習慣がある。
1989年の旧暦端午の節句に、台湾省彰化県では重さ350キログラムもの巨大ちまきが作られたことがある。

## 東南アジア

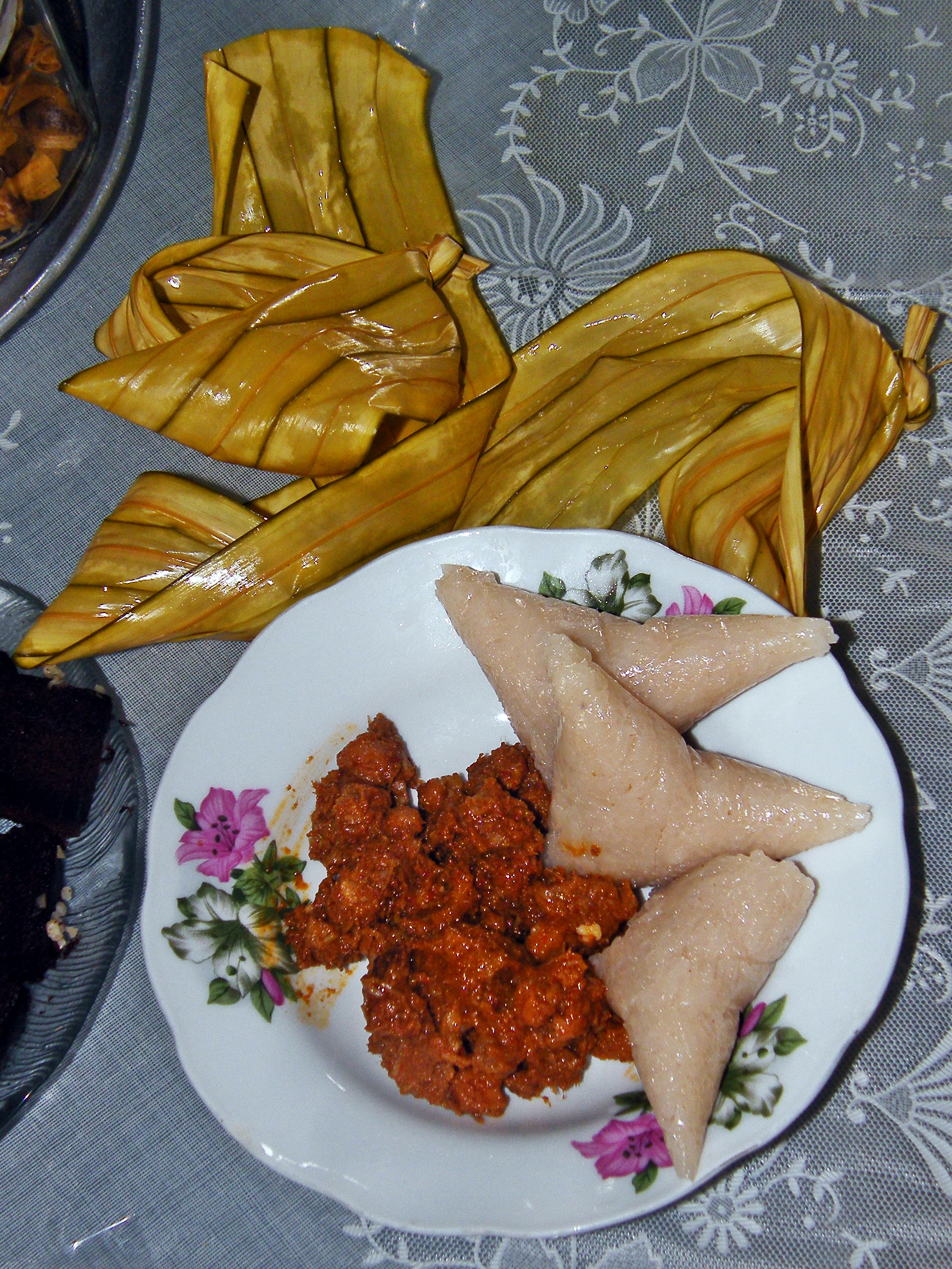
マレーシアのクトゥパッ

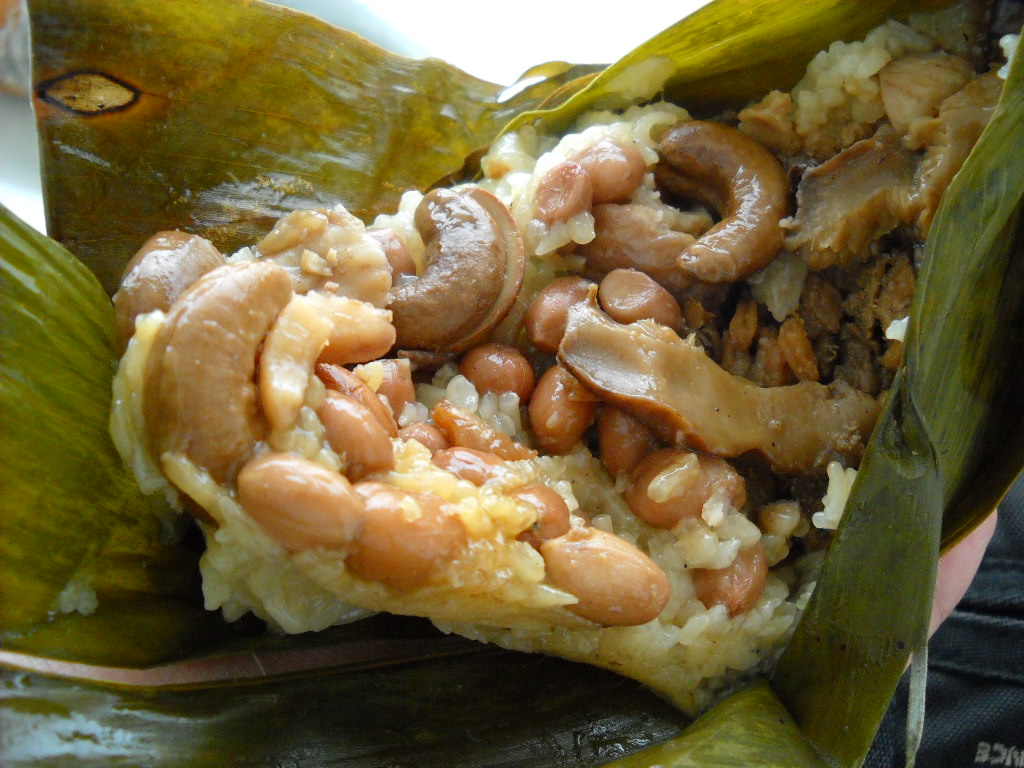
インドネシアのバッツァン

### シンガポール、マレーシア
シンガポール、マレーシアは福建系の移民の子孫が多いためか、これらの国のちまきは基本的に中国福建式の肉粽（Bak Chang）が主流である。豚の角煮、しいたけ、栗、干しエビなどを具とし、醤油、塩、砂糖、五香粉、白胡椒などで味付けをしている。地域が変わるとピーナツや豆が具に加わることもある。また、中国とマレー文化の融合したニョニャのちまきとして「娘惹粽（Nyonya Chang）」とも呼ばれるものもあり、これは豚肉の具にコリアンダーのスパイス、冬瓜の砂糖漬けなど加えてやや甘めの味付けがされる。また、餅米にカンスイを加えて味付けをせずに蒸した鹸水粽（Kee Chang）というミニサイズの粽もある。これはデザートとして椰子糖のシロップや、カヤ（ココナッツミルクと卵で作ったジャム）を添えて食べる。

### インドネシア、タイ
インドネシア、タイのちまきも基本的に中国系の国民が作るが、主に福建料理風であり、名称も閩南語のbah-chàng（バーツァン、漢字では「肉粽」）からの借用語でバッチャン/バチャン（インドネシア語: Bakcang/Bacang）、バチャーン（タイ語: บะจ่าง）と呼ばれる。脂身の多い豚肉、落花生などを煮て包んだ甘辛い味である。